# Felicia Afrăsiloaie
Felicia Afrăsiloaie (Karácsonkő, 1954. január 16. –) olimpiai bronzérmes román evezős.

## Pályafutása
Az 1976-os montréali olimpián bronzérmet szerzett négypárevezősben társaival. Az 1977-es amszterdami világbajnokságon ezüstérmes lett ugyanebben a versenyszámban. 1978-ban egy autóbaleset miatt kénytelen volt visszavonulni.

## Sikerei, díjai
- Olimpiai játékok – négypárevezős
  - bronzérmes: 1976, Montréal
- Világbajnokság – négypárevezős
  - ezüstérmes: 1977